# Herb Zduńskiej Woli
Herb Zduńskiej Woli – jeden z symboli miasta Zduńska Wola w postaci herbu.

## Wygląd i symbolika
Herb składa się z dwu osobnych herbów szlacheckich z klejnotami (czyli dodatkowymi ozdobami umieszczanymi na hełmie) i koronami (dodatkowo udostojniającymi herby rodowe).
Pierwszy z herbów (Prawdzic) przedstawia w polu białym złotego wspiętego na dwóch łapach lwa, trzymającego złotą „prawdę”, czyli ze staropolskiego okrągłą podstawkę pod misy (niem. Schusselring). Lew umieszczony jest nad czerwonym, blankowanym murem. Oba lwy (w herbie i na herbie) powinny posiadać języki koloru czerwonego.
Drugi (Ostoja) przedstawia w polu czerwonym srebrny miecz ze złotą rękojeścią umieszczony pomiędzy złotymi półksiężycami.
Herb nawiązuje do herbów rodowych małżonków Złotnickich (Stefana i Honoraty z Okołowiczów) – założycieli miasta. 

## Historia

Dawny herb Zduńskiej Woli

Znak Zduńskiej Woli zaprojektowany w XIX wieku przedstawiał trzy pszczoły i nawiązywał do szyldu miejscowej karczmy. Przestał być używany w 1976 roku. Elementy składowe tego herbu wciąż są używane przez gminę wiejską.
Ustanowiony w 2003 roku herb jest bardzo nietypowy heraldycznie i do tego stopnia nieprawidłowy, że nawet Mennica Warszawska odmówiła wykonania pieczęci miejskiej z jego podobizną. Stosowanie dwóch oddzielnych herbów w heraldyce municypalnej jest dopuszczone wyjątkowo tylko wówczas, gdy dane miasto powstało z połączenia dwóch oddzielnych miast o utrwalonych w tradycji odrębnych herbach, na przykład Bielska-Białej.
W 2011 roku Mennica Śląska wydała monetę, na której rewersie widnieje herb Zduńskiej Woli (na awersie widnieje Maksymilian Kolbe). Wybito 8 tysięcy monet ze stopów golden nordic i alpaka, wycenionych po 6 złotych każda, i dodatkowe 100 ze srebra, wycenionych po 79 zł.